# بن كولمان (كرة سلة)
بن كولمان (بالإنجليزية: Ben Coleman)‏ مواليد 14 نوفمبر 1961 في منيابولس، هو لاعب كرة سلة أمريكي معتزل. بدأ مسيرته الاحترافية في سنة 1984. تم اختياره من قبل فريق شيكاغو بولز خلال الدرافت. يبلغ طوله 6 قدم 9 بوصة (2.1 م). اعتزل اللعب في 1997.

## المسيرة الاحترافية
لعب مع بروكلين نتس من سنة 1986 إلى 1988، ثم لعب مع فيلادلفيا سفنتي سيكسرز في سنة 1989، ثم لعب مع ميلووكي باكز في موسم 1989–1990، ثم لعب مع ليون في الدوري الإسباني في موسم 1990–1991، ثم لعب مع برشلونة في موسم 1991–1992، ثم لعب مع بيناس ويسكا في الدوري الإسباني في موسم 1992–1993، ثم لعب مع ديترويت بيستونز في سنة 1994، ثم لعب مع فيرتوس روما في الدوري الإيطالي في سنة 1994.

## روابط خارجية
- بن كولمان على موقع إن بي أي (الإنجليزية)
- بن كولمان على موقع سبورتس رفرنس (الإنجليزية)
- بن كولمان على موقع الدوري الإسباني لكرة السلة (الإسبانية)
- بن كولمان على موقع كلية كرة السلة في سبورتس رفرنس.كوم (الإنجليزية)
- بن كولمان على موقع ريلجم (الإنجليزية)
- بن كولمان على موقع بروبوليرز (الإنجليزية)